# Okręgowe rozgrywki w piłce nożnej woj. olsztyńskiego, elbląskiego i suwalskiego (1985/1986)
Drużyny z województwa olsztyńskiego, elbląskiego i suwalskiego występujące w ligach centralnych i makroregionalnych:
- I liga – brak
- II liga – Olimpia Elbląg
- III liga – Gwardia Szczytno, Stomil Olsztyn, Mazur Ełk, Wigry Suwałki, Orlęta Reszel, Sokół Ostróda, Jeziorak Iława

Rozgrywki okręgowe:
- OZPN Olsztyn:

- - Klasa okręgowa (IV poziom rozgrywkowy)
  - Klasa A - 2 grupy (V poziom rozgrywkowy)
  - Klasa B - 4 grupy (VI poziom rozgrywkowy)
  - klasa C(gminna) - podział na grupy (VII poziom rozgrywkowy)

- OZPN Elbląg:

- - Klasa okręgowa (IV poziom rozgrywkowy)
  - Klasa A - 2 grupy (V poziom rozgrywkowy)
  - Klasa B - 4 grupy (VI poziom rozgrywkowy)
  - klasa C - podział na grupy (VII poziom rozgrywkowy)

- OZPN Suwałki:

- - Klasa okręgowa (IV poziom rozgrywkowy)
  - Klasa A (V poziom rozgrywkowy)
  - Klasa B (VI poziom rozgrywkowy)

## OZPN Olsztyn

### Klasa okręgowa
| Poz. | Klub                | Pkt. | Bramki |
| ---- | ------------------- | ---- | ------ |
| 1    | Tęcza Biskupiec     | 22   | 34     |
| 2    | Gwardia II Szczytno | 22   | 32     |
| 3    | Huragan Morąg       | 22   | 31     |
| 4    | Warmia Olsztyn      | 22   | 27     |
| 5    | MKS Korsze          | 22   | 26     |
| 6    | Granica Kętrzyn (b) | 22   | 25     |
| 7    | Stomil II Olsztyn   | 22   | 24     |
| 8    | Agrołyna Sępopol    | 22   | 21     |
| 9    | Kormoran Ostróda    | 22   | 15     |
| 10   | MZKS Nidzica        | 22   | 13     |
| 11   | Metalowiec Mrągowo  | 22   | 13     |
| 12   | Korona Klewki (b)   | 22   | 3      |

- Tęcza Biskupiec nie awansowała do III ligi
- zespoły z miejsc 1-5 przeszły do nowo utworzonej olsztyńsko-elbląskiej klasy okręgowej
- zespoły z miejsc 6-12 spadły do olsztyńskiej klasy A

### Klasa A

#### grupa I
| Poz. | Klub                 | M  | Pkt. | Bramki |
| ---- | -------------------- | -- | ---- | ------ |
| 1    | Orkan Zalewo         | 22 | 36   |        |
| 2    | Błękitni Pasym       | 22 | 32   |        |
| 3    | Motor Lubawa         | 22 | 28   |        |
| 4    | Warfama Dobre Miasto | 22 | 26   |        |
| 5    | Kormoran Bynowo      | 22 | 25   |        |
| 6    | Łyna Nidzica         | 22 | 24   |        |
| 7    | Rytm Frąknowo        | 22 | 24   |        |
| 8    | LZS Małdyty          | 22 | 22   |        |
| 9    | LZS Kozłowo          | 22 | 19   |        |
| 10   | Płomień Turznica     | 22 | 14   |        |
| 11   | Olimpia Olsztynek    | 22 | 9    |        |
| 12   | LZS Napiwoda         | 22 | 5    |        |

#### grupa II
| Poz. | Klub                       | M  | Pkt. | Bramki |
| ---- | -------------------------- | -- | ---- | ------ |
| 1    | Victoria Bartoszyce        | 22 | 37   |        |
| 2    | Kombinat Bezledy           | 22 | 32   |        |
| 3    | Pisa Barczewo              | 22 | 30   |        |
| 4    | Agrokompleks Kętrzyn       | 22 | 30   |        |
| 5    | Pogranicze Gaje            | 22 | 28   |        |
| 6    | Polonia Lidzbark Warmiński | 22 | 26   |        |
| 7    | Sokół Wopławki             | 22 | 22   |        |
| 8    | Venus Skierki              | 22 | 20   |        |
| 9    | Spółdzielca Kieźliny       | 22 | 14   |        |
| 10   | Cresovia Górowo Iławeckie  | 22 | 12   |        |
| 11   | Ihar Bartążek              | 22 | 6    |        |
| 12   | LKJ Liski                  | 22 | 5    |        |

- Pisa Barczewo po barażu z Motorem Lubawa przeszła do nowej klasy A
- Venus Skierki zgłosił się do nowej klasy C

### Klasa B

#### grupa I
- przejście do nowej klasy B: Jurand Grunwald

#### grupa II
- przejście do nowej klasy B: Orkan Zalewo

#### grupa III
- przejście do nowej klasy B: Łyna Nidzica, Warmiak Lipowo (po barażach)

#### grupa IV
- przejście do nowej klasy B: Rytm Frąknowo, Reduta Bisztynek (po barażach)

## OZPN Elbląg

### Klasa okręgowa
| Poz. | Klub                       | Pkt. | Bramki |
| ---- | -------------------------- | ---- | ------ |
| 1    | Zatoka Braniewo (s)        |      |        |
| ?    | Pomowiec Gronowo Elbląskie |      |        |
| ?    | Powiśle Czernin            |      |        |
| ?    | Rodło Kwidzyn              |      |        |
| ?    | Barkas Tolkmicko           |      |        |
| ?    | Powiśle Dzierzgoń (b)      |      |        |
| ?    | Nogat Malbork              |      |        |
| ?    | Unia Susz                  |      |        |
| ?    | Polonia Pasłęk (b)         |      |        |
| ?    | Mlexer Elbląg              |      |        |
| ?    | Zalew Frombork             |      |        |
| ?    | Pogoń Gardeja              |      |        |
| ?    | Żuławy Nowy Dwór Gdański   |      |        |
| 14   | Pogoń Prabuty              |      |        |

- zespoły z miejsc 2-8 przeszły do nowo utworzonej olsztyńsko-elbląskiej klasy okręgowej
- zespoły z miejsc 9-13 spadły do elbląskiej klasy A
- zespół z miejsca 14 spadł do elbląskiej klasy B